# Юридична етика
Юриди́чна е́тика — це галузь вчення про етику, що досліджує роль і значення моральних принципів у сфері здійснення правосуддя і правоохоронної діяльності. Юридична етика регулює відносини суспільства та особи, а саме: етику суддів, слідчих, адвокатів.

## Види юридичної етики
За ознаками спеціалізації юридична етика поділяється на:
1. Слідча етика, що досліджує та розвиває морально-етичні стосунки між слідчим та учасниками слідчо-оперативного процесу в робочий та поза робочий час;
2. Суддівська етика, досліджує та розвиває спектр морально-етичних стосунків між суддею та учасниками судового процесу в час служби та поза службою;
3. Адвокатська етика, що розвиває досліджує морально-етичну поведінку адвоката з суддями, колегами, слідчими, клієнтами;
4. Етика нотаріуса;
5. Етика юрисконсульта.

Офіційна етика — це етичні вимоги, що містяться в правових нормах, невиконання яких може мати юридичні наслідки (звільнення з посади, відсторонення від справи). Але також поряд з офіційною етикою існує корпоративна етика яка регулює взаємини в групі юристів.
Корпоративна етика — це сукупність етичних правил, що містяться в документах, прийнятих добровільно представниками будь-якої професії, галузі, громадського об´єднання й обов´язкові для виконання особами, що є членами професійного, галузевого чи іншого локального об´єднання, що прийняла цей документ.
Поряд з офіційною та корпоративною етикою існує ще один вид взаємин, які не врегульовані ніякими правилами, яка показує загальну вихованість та інтелегентність особи — це традиційна етика.